# NIC-32A
La NIC-32A es una importante carretera nacional clasificada como colectora secundaria en Nicaragua. Esta vía comienza en el Oeste, conectándose con la Carretera Panamericana Norte en el poblado de la La Sirena, departamento de Estelí, y culmina cerca del poblado de El Jicaro al Norte de la ciudad de Estelí.

## Extensión
Con una extensión de 8,56 km, la NIC-32A juega un rol clave en la conectividad y transporte de la región.